# Station Björkliden
Station Björkliden is een spoorwegstation in de Zweedse plaats Björkliden. Het station werd geopend in 1902 en ligt aan de Malmbanan.
Station Björkliden is een station aan de nachtlijn Stockholm - Narvik.

## Verbindingen
| Serie | Treinsoort                           | Route                                                                             | Bijzonderheden                               |
| ----- | ------------------------------------ | --------------------------------------------------------------------------------- | -------------------------------------------- |
| 30    | Intercity / Stoptrein (SJ / Norrtåg) | Luleå – Boden – Gällivare – Kiruna – Björkliden – Riksgränsen – Narvik            | Stopt op sommige stations alleen op verzoek. |
| 94    | Nachttrein (SJ)                      | Stockholm – Gävle – Sundsvall – Umeå – Kiruna – Björkliden – Riksgränsen – Narvik |                                              |